# 阿拉斯加真圓鰭魚
阿拉斯加真圓鰭魚，為輻鰭魚綱鮋形目杜父魚亞目絨杜父魚科的其中一種，為寒帶海水魚，分布於北太平洋阿留申群島海域，棲息深度70-172公尺，體長可達10公分，棲息在底層水域，生活習性不明。

## 扩展阅读
維基物種上的相關：阿拉斯加真圓鰭魚